# Хороший человек (фильм, 2014)
«Хороший человек» (англ. A Good Man) — американский боевик режиссёра Киони Ваксмана. Премьера состоялась 19 августа 2014 года. Фильм вышел сразу на DVD.

## Сюжет
Сэм Хуан отправляет свою младшую сестру в США. Однако его сестру похищают бандиты, а его самого обвиняют в убийстве. Помочь ему может только Джон Александр, бывший солдат армии США в Ираке.

## В ролях
| Актёр            | Роль           |
| ---------------- | -------------- |
| Стивен Сигал     | Джон Александр |
| Виктор Вебстер   | Саша           |
| Ци Ма            | мистер Чен     |
| Юлия Вердес      | Лена           |
| София Николаеску | Мия            |
| Клаудиу Блеонц   | Владимир       |
| Овидиу Никулеску | Павел          |